# OpenFeint
OpenFeint（原名Aurora Feint），是一個在Android和iOS平台上的手機遊戲運行的社交網路服務，主要競爭对手有Game Center。使用者可將遊戲進度上傳至平台中，解鎖各個成就，或使用排行榜互相比較成績等。該平台的軟體以軟體開發套件的形式釋出，開發者可以自行將此功能加入自己開發的遊戲內。
OpenFeint於2012年12月14日被整合進GREE平台中，不再被支援。

## 歷史
OpenFeint的開發者Danielle Cassley與Jason Citron於2008年成立Aurora Feint公司，並聯合其他開發者於2009年2月17日推出OpenFeint平台。
2009年6月推出2.0版，標榜著此平台可以讓任何一個開發者免費放進遊戲當中。2009年8月14日推出的2.1版，以其「個人挑戰」最為特色，開發者可以訂定各種挑戰讓玩家過關，且此次更新亦可使玩家增加朋友的帳號。OpenFeint最大的競爭對手Game Center也亦於隔月推出。2010年1月8日推出了2.4版，變換了新的設計並推出OpenFeint Game Channel獨立的應用程式。直到2010年1月，App Store上已有超過900個應用程式內建OpenFeint、一千萬個使用者使用該平台。同年9月，OpenFeint團隊發出公告將會支援Android系統。
2011年，OpenFeint在集體訴訟中被指控違反合同、侵犯隱私、電腦詐騙及違反其他八項規定，但此訴訟後被自行撤銷。2011年4月22日，日本遊戲公司GREE以1.04億美元收購OpenFeint，並將擔任創始人、CEO的Jason Citron及OpenFeint團隊留在GREE。
2012年11月16日，GREE宣佈OpenFeint服務支援至同年12月14日，並將併至同公司的GREE平台中，開發者如果將資料整合進GREE平台，遊戲的成就、排行榜等大部分的資料可以直接整合進去。如水果忍者等許多應用程式都於訊息發表過後沒多久發布更新移除程式內OpenFeint服務，此動作將影響超過使用平台的三千款iOS遊戲及將近一千款Android遊戲。

## 曾使用之知名應用程式
下列知名程式在停止支援前曾經內建OpenFeint
- 水果忍者
- 火箭飛人（英语：Jetpack Joyride）
- 微之羽翼（英语：Tiny Wings）
- 恐龙蛋历险记（英语：Arriving）
- 炸彈人2：火山派對（英语：Bomberman Touch 2: Volcano Party）
- 冠軍足球經理
- 三重鎮（英语：Triple Town）
- 口袋上帝（英语：Pocket God）
- 死亡战虫

## 外部連結
- GREE官方網站（页面存档备份，存于）